# Plastyczny materiał wybuchowy
Plastyczny materiał wybuchowy (plastik) – krusząca mieszanina wybuchowa o plastycznej konsystencji, która pozwala na formowanie ładunków na dowolne kształty. Plastyczne materiały wybuchowe są mieszaninami silnych kruszących materiałów wybuchowych, takich jak heksogen czy pentryt, oraz nadających odpowiednią konsystencję plastyfikatorów, takich jak tłuszcze, oleje, kauczuk, smary. 
Wczesnym przykładem plastiku był dynamit okrzemkowy (75% nitrogliceryny i 25% ziemi okrzemkowej). Przykładowe produkty z tej grupy to Semtex i C4.